# Ariodante
Ariodante (HWV 33) ist eine Oper (Dramma per musica) in drei Akten von Georg Friedrich Händel und seine zweite nach Orlando, die auf Ariosts Orlando furioso fußt. Jeder Akt enthält auch Tanzszenen, die für die berühmte Tänzerin Marie Sallé und ihre Gruppe komponiert wurden.

## Entstehung
Zum Ende der Spielzeit 1733/34 war der Vertrag zwischen Johann Jacob Heidegger und Händel über die Verpachtung des King’s Theatre am Haymarket ausgelaufen. Sie waren keine Partner: Händel war als Musikdirektor und Komponist angestellt, doch dem Manager stand es frei, das Theater an ein zahlungskräftigeres Unternehmen zu verpachten. Dies tat er – und verpachtete es an die „Adelsoper“. Händel reagierte schnell und wandte sich an John Rich, der mit der Bettler-Oper so erfolgreich gewesen war und mit deren Einnahmen ein neues Theater, das Theatre Royal in Covent Garden gebaut hatte. Der mit diesem Projekt betraute Architekt war Edward Shepherd, der für den Herzog von Chandos den Cannons-Palast fertig gestellt hatte. Der Bau wirkte von außen recht protzig („…eine kostspielige ionische Säulenhalle.“ nannte ihn William Kent), doch das Innere mit dem üblichen fächerförmigen Auditorium entsprach dem Lincoln’s Inn Fields Theatre. Durch seine große Bühne eignete es sich ebenso gut für Opern- wie Oratorienaufführungen. Händel erkannte die Möglichkeiten, die dieses Theater bot, und Rich erklärte sich einverstanden mit einem Spielplan, in dem sich seine Schauspiele und Pantomimen mit Händels Opern abwechseln sollten.
Trotz der düsteren Prognosen des Abbé Antoine-François Prévost d’Exiles, Autor des berühmten Romans Manon Lescaut, in seiner Wochenschrift Le Pour et le Contre (Das Für und Wider),

« […] et manque de ce fondement il a fait tant de dépenses ruineuses, et tant de beaux Operas à pure perte, qu'il se trouve forcé de quitter Londres pour retourner dans sa patrie. »

„[…] er hat so große Verluste hinnehmen müssen und so viele wunderbare Opern geschrieben, die sich als völlige Misserfolge erwiesen, dass er sich gezwungen sehen wird, London zu verlassen und in sein Heimatland zurückzukehren.“

blieb Händel in England, trat jedoch eine Bäderkur in Tunbridge Wells an,

“To get rid of that dejection of mind, which his repeated disappointments had brought on him […]”

„Um sich von der Niedergeschlagenheit zu befreien, die ihn aufgrund der immer wiederkehrenden Enttäuschungen befallen hatte […]“

Der erste uns erhaltene persönliche Brief Händels in englischer Sprache stammt aus diesem Sommer. Darin entschuldigt er sich bei Sir Wyndham Knatchbull dafür, dass er die Reise von Tunbridge Wells nach Ashford nicht antreten könne:

“Sir At my arrival in Town from the Country, I found my self hon̄ored of your kind invitation. I am very sorry that by the situation of my affairs I see my self deprived of receiving that Pleasure, being engaged with Mr. Rich to carry on the Opera’s in Covent Garden. I hope, at your return to Town, Sir, I shall make up this Loss […]”

„Sir, bei meiner Ankunft in der Stadt nach der Rückkehr vom Lande fand ich, dass Ihr mir die Ehre erwiesen habt, mich einzuladen. Zu meinem Bedauern hindert mich meine momentane geschäftliche Situation daran, diese Einladung anzunehmen, denn ich arbeite mit Mr. Rich an einer Weiterführung der Opern in Covent Garden. Ich hoffe, dieses Versäumnis bei Eurem nächsten Aufenthalt in der Stadt wettmachen zu können […]“

Als die neue Saison anlief, hatte die Adelsoper alle Trumpfkarten in der Hand: Sie verfügte über das beste Theater, die meisten Subskribenten und die besten Sänger aus Händels ehemaliger Truppe. Senesino hatten sich fast alle anderen Sänger angeschlossen: Antonio Montagnana, Francesca Bertolli und Celeste Gismondi. Nur die Sopranistin Anna Maria Strada del Pò hielt Händel die Treue. Zur Krönung des Ganzen wurde jetzt noch der berühmteste Vokalvirtuose der Welt: Carlo Broschi, allgemein bekannt als Farinelli, am Haymarket präsentiert. Lord Cowper hatte ihn zum ersten Mal während seiner Kavaliersreise in Venedig gehört. Jetzt, als Direktor der neuen Oper, konnte er seine Wirkung auf die Londoner Musiker beobachten, wie es später Burney beschreibt:

“[…] a voice of […] uncommon power, sweetness, extent, and agility […] On his arrival here, at the first private rehearsal at Cuzzoni's apartments, Lord Cooper, then the principal manager of the opera under Porpora, observing that the band did not follow him, but were all gaping with wonder, as if thunder-struck, desired them to be attentive; when they all confessed, that they were unable to keep pace with him, having not only been disabled by astonishment, but overpowered by his talents.  […] There was none of all Farinelli's excellencies by which he so far surpassed all other singers, and astonished the public, as his messa di voce, or swell; which, by the natural formation of his lungs, and artificial economy of breath, he was able to protract to such a length as to excite incredulity even in those who heard him; who, though unable to detect the artifice, imagined him to have had the latent help of some instrument by which the tone was continued, while he renewed his powers by respiration.”

„[…] eine Stimme mit […] ungewöhnlicher Kraft, Sanftheit, Umfang und Beweglichkeit […] Nach seiner Ankunft hier, bei der ersten privaten Probe im Appartement der Cuzzoni, beobachtete Lord Cowper, damals Direktor der Oper unter Porpora, dass das Orchester diesem nicht folgte, sondern stattdessen staunend und wie vom Donner gerührt dasaß, und mahnte sie, aufmerksam zu sein. Daraufhin gestanden sie, dass es ihnen unmöglich war, mit ihm Schritt zu halten; sie seien nicht nur vor Verwunderung wie gelähmt, sondern von seinem Können völlig überwältigt. […] Da waren keine Vorzüge Farinellis, bei denen er nicht alle anderen Sänger weit übertraf und das Publikum in Erstaunen versetzte, wie sein messa di voce oder Schwellton. Aufgrund der Natur seiner Lunge und seines kunstfertig sparsamen Atmens war er in die Lage, Töne so lange auszuhalten, dass selbst jene, die ihn hörten, es nicht glauben konnten; wenn sie auch nicht in der Lage waren, die Kunstfertigkeit zu erkennen und vermuteten, dass er sich die ganze Zeit irgendeines Instruments bediene, das den Ton weiterklingen ließ, während er Atem schöpfte.“

Am überzeugendsten jedoch ist das Lob Paolo Antonio Rollis, der als enger Freund Senesinos am ehesten etwas auszusetzen gehabt hätte:

“Non voglio però, perchè no'l merita, tacervi che il Farinello mi à sorpreso di tal maniera; ch'io mi sono accorto non aver prima inteso se non una particella del canto umano, ed ora lusingomi sentirne il Tutto. Egli è inoltre d'amabilissimi e accorti costumi, onde con piacer sommo ne godo la conoscenza e la vicinanza.”

„Ich muss Euch jedoch wissen lassen, denn jedermann sollte es wissen, dass Farinelli für mich eine Offenbarung war. Ich erkannte, dass ich bis zu jenem Zeitpunkt nur einen Bruchteil dessen gehört hatte, was ein Mensch gesanglich erreichen kann, während ich nun der Auffassung bin, dass ich alles gehört habe, was man hören kann. Außerdem besitzt er ein äußerst angenehmes und kluges Wesen, so dass seine Gesellschaft und Bekanntschaft mir größte Freude bereitet.“

Die „Opera of the Nobility“ leitete die Spielzeit am 29. Oktober mit der Aufführung des Pasticcios Artaserse im Haymarket-Theater ein. Die Musik war von Farinellis Bruder, Riccardo Broschi und Johann Adolph Hasse, der sich geweigert hatte, für die Adelsoper nach England zu kommen, als er erfuhr, dass Händel noch lebte. Das Publikum und selbst Farinellis Kollegen auf der Bühne waren überwältigt und eine Dame von hoher Stellung rief: „One God and one Farinelli!“ („Ein Gott und ein Farinelli!“), und William Hogarth verewigte diesen Ausspruch in Marriage à la Mode, IV.

Marriage à la Mode, IV, William Hogarth, 1743, links Farinelli

Bei so viel Schmeichelei konnte Händel nur wenig dagegenhalten:

“A Scholar of Mr Gates, Beard, (who left the Chappell last Easter) shines in the Opera of Covent Garden & Mr Hendell is so full of his Praises that he says he will surprise the Town with his performances before the Winter is over.”

„Ein Schüler von Mr. Gates, Beard (der letzte Ostern aus dem Chor ausgeschieden ist), macht in der Oper in Covent Garden von sich reden; Händel äußert sich sehr lobend über ihn und sagt, er werde die Stadt mit seinen Darbietungen überraschen, noch bevor der Winter zu Ende geht.“

Die zweite Neuentdeckung, die seine nächsten drei Opern beeinflussen sollte, war die berühmte Tänzerin Marie Sallé, die erstmals als 10-jähriges Kind in einer Rinaldo-Aufführung im Juni 1717 mit Händel in Berührung gekommen war.
Diese „Muse graziöser und bescheidener Gestik“ hatte Rich für seine Pantomimen engagiert. Der Londoner Korrespondent des Mercure de France schrieb über ihre Londoner Auftritte:

« Elle a osé paroître dans cette Entrée sans panier, sans jupe, sans corps et échevelée, et sans aucun ornement sur sa tête; elle n'estoit vêtuë avec son corset et un jupon, que d‘une simple robbe de mousseline tournée en draperie, et ajustée sur le modele d'une Statuë Grecque. »

„Sie hat es gewagt, ohne Reifrock, Rock oder Mieder und mit offenem Haar aufzutreten, außer Korsett und Petticoat trug sie ein einfaches Musselinkleid, das sie um sich geschlungen hatte wie eine griechische Statue.“

Für sie und ihre Tanztruppe überarbeitete Händel erneut Il pastor fido, indem er diesmal jedem Akt Ballettmusik hinzufügte. Wie The Daily Post meldete, bot er davor ”…a new Dramatic Entertainment (in Musick) call’d, Terpsicore…“ („…eine neue Form der Unterhaltung (musikalischer Art) mit dem Titel Terpsichore…“) – sein einziges Opernballett im französischen Stil.
Für seine neue Oper hatte Händel beschlossen, nicht mit einer weiteren Heldenoper aufzutrumpfen, sondern einen leichteren Stoff von Ludovico Ariosto aufzugreifen. Am 12. August 1734 begann Händel mit der Komposition („August. 12. 1734 | angefangen“) und auch die weiteren Daten sind im Autograph sehr vollständig und genau angegeben: der erste Akt ist unterzeichnet Agost 28: 1734., der zweite Fine dell Atto 2do li 9 di Settembre 1734. und der letzte Fine dell Opera Octobr 24. 1734. Händel hat also diesmal, im Vergleich zu seiner sonstigen Art, ziemlich langsam gearbeitet und mehr als zehn Wochen zur Anfertigung der ganzen Oper gebraucht. Er plante, die Oper im folgenden Winter als erstes Werk an seiner neuen Wirkungsstätte herauszubringen, doch war er sich während der Vertonung der Oper anscheinend über die Besetzung noch nicht ganz im Klaren: Er versetzte später die Partie der Dalinda, die ursprünglich für eine Altistin bestimmt war, für Cecilia Young, die spätere Gattin des Komponisten Thomas Augustin Arne, in die Sopranlage. Die meistenteils im Sopranschlüssel notierte Partie des Lurcanio wurde gleichfalls umbesetzt und dem Tenor John Beard übertragen. Die Balletteinlagen befinden sich gar nicht im Autograph oder sind nur skizziert und wurden erst später von Händel hinzugefügt, wie autographe Entwürfe zeigen. Möglicherweise traf die Tanztruppe der Sallé auch verspätet aus Paris ein.
Aus diesen Gründen und angesichts des Erfolgs von Hasses Artaserse konterte er also zunächst im November mit Wiederaufnahmen von Il Pastor fido, Arianna in Creta und im Dezember mit Oreste, einem Pasticcio, das er aus eigenen Werken zusammenstellte. Weiterhin verzögerte sich die Uraufführung wegen der Umbauten am Theater.
Auch die rivalisierende Adelsoper fand es wohl schwierig, genügend Publikum anzuziehen und versuchte, Feuer mit Feuer zu bekämpfen, indem sie ein Arrangement von Händels Ottone auf die Bühne am Haymarket brachte, mit Farinelli in der Rolle des Adalberto. Es war die einzige Händelpartie, die Farinelli jemals sang.
Die Uraufführung des Ariodante fand am 8. Januar 1735 im Covent Garden Theatre in London statt und war ein Erfolg. Händel hatte auch die Zustimmung und finanzielle Unterstützung des Königs und der Königin, die auch die Uraufführung besucht hatten. Wenn auch nicht genügend Publikum da war, so konnte die Oper in der Premierensaison bis 3. März doch elfmal aufgeführt werden.
Besetzung der Uraufführung

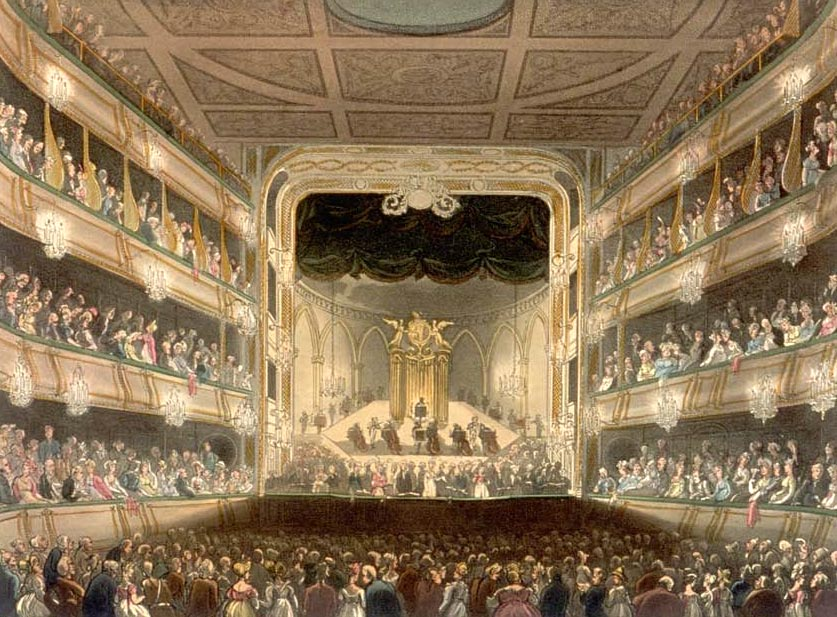
Händel musste in das 1732 eröffnete Covent Garden Theatre umziehen.

- Ariodante – Giovanni Carestini, genannt “Il Cusanino” (Mezzosopran-Kastrat)
- Ginevra – Anna Maria Strada del Pó (Sopran)
- Dalinda – Cecilia Young (Sopran)
- Polinesso – Maria Caterina Negri (Alt)
- Lurcanio – John Beard (Tenor)
- Il Re di Scozia – Gustav Waltz (Bass)
- Odoardo – Michael Stoppelaer (Tenor)
- Tanz und Choreographie – Marie Sallé

Für seine erste Saison an dem erst 1732 eröffneten Covent Garden Theater stand Händel also ein überwiegend junges und ausgezeichnetes Ensemble zur Verfügung – an erster Stelle die Sopranistin Anna Maria Strada, die einzige, die Händel die Treue gehalten hatte. Sie sang von 1729 bis 1737 alle weiblichen Hauptrollen in seinen Opern. Als Ariodante brillierte der Kastrat Giovanni Carestini, ein als Sänger wie als Schauspieler herausragender Künstler, dem viele Kenner sogar den Vorzug vor Farinelli gaben. Händel selbst hat ihn überaus geschätzt.

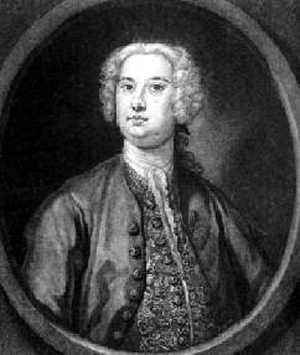
Eine hohe Meinung hatte Händel von Giovanni Carestini

Carestini (1704 geboren), hatte mit zwölf sein Studium in Mailand begonnen. 1724 gab er in Alessandro Scarlattis La Griselda, an der Seite seines Lehrers Antonio Bernacchi (der später Farinelli unterrichtete und in der Saison 1729/30 die männliche Hauptrolle in Händels Lotario und Partenope spielte) sein Debüt in Rom. Carestini feierte großartige Erfolge in Wien, Venedig, Prag, Rom, Neapel und München, bevor er im Herbst 1733 nach London kam. Charles Burney schreibt über ihn:

“His voice was at first a powerful and clear soprano, which afterwards changed into the fullest, finest, and deepest counter-tenor that has perhaps ever been heard […] Carestini's person was tall, beautiful, and majestic. He was a very animated and intelligent actor, and having a considerable portion of enthusiasm in his composition, with a lively and inventive imagination, he rendered every thing he sung interesting by good taste, energy, and judicious embellishments. He manifested great agility in the execution of difficult divisions from the chest in a most articulate and admirable manner. It was the opinion of Hasse, as well as of many other eminent professors, that whoever had not heard Carestini was inacquainted with the most perfect style of singing.”

„Seine Stimme war zunächst ein kräftiger und klarer Sopran, später hatte er den vollsten, feinsten und tiefsten Kontratenor, der vielleicht je zu hören war […] Carestinis Gestalt war groß, schön und majestätisch. Er war ein sehr engagierter und intelligenter Schauspieler, und da er mit einer guten Portion von Begeisterung für die Komposition, verbunden mit lebendiger und einfallsreicher Vorstellungskraft ausgestattet war, machte er alles, was er sang, durch guten Geschmack, Energie und kluge Verzierungen interessant. Er besaß eine große Fähigkeit, auch in schwierigen Bereichen der Bruststimme mit großer Deutlichkeit wunderbar zu gestalten. Nach Meinung von Hasse und vieler anderer berühmter Lehrer war jedem, der Carestini noch nicht gehört hatte, der perfekteste Gesangsstil unbekannt.“

Der eben siebzehnjährige John Beard sollte schon bald als bester englischer Sänger seiner Zeit gelten, und auch Cecilia Young stand am Beginn einer großen Karriere. Maria Caterina Negri war eine auf Hosenrollen spezialisierte Mezzosopranistin und der aus Deutschland stammende Bassist Gustav Waltz wirkte in den folgenden Jahren in vielen Opern und Oratorien Händels mit.

## Libretto
Das Rolandslied war über Jahrhunderte eine beliebte Quelle zur Erschaffung von Bühnenwerken verschiedener Art. Hierbei standen auch durchaus Neben-Handlungsstränge, wie etwa die von Ariodante und Ginevra, im Mittelpunkt des Interesses. Dass mit dieser einfach konstruierten, gleichzeitig aber spannenden und rührenden Episode ein eminent bühnenwirksamer Stoff vorlag, erkannten schon die Theaterdichter des späten 16. Jahrhunderts. Um 1590 entstanden mehrere englische und deutsche Bearbeitungen, darunter Shakespeares Komödie Much Ado about Nothing (Viel Lärm um Nichts). Während Shakespeare dabei auf die freundlichere, von Schottland nach Messina verlegte Novellen-Fassung der Ariodante-Geschichte von Matteo Bandello (1554) zurückgriff und das hinreißende Buffo-Paar Beatrice und Benedikt dazu erfand, folgten die italienischen Librettisten der Barockzeit wieder dem Originaltext Ariosts. Für die Opernbühne wurde das Sujet erstmals von Giovanni Andrea Spinola (unter dem Pseudonym Giovanni Aleandro Pisani) eingerichtet und 1655 mit der Musik von Giovanni Maria Costa in Genua uraufgeführt. Der große, bis weit ins 19. Jahrhundert hinein anhaltende Erfolg des Stoffes (Webers Euryanthe, Wagners Lohengrin) setzte jedoch erst 1708 ein, als der Florentiner Antonio Salvi (1664–1724) mit seiner Libretto-Version Ginevra, Principessa di Scozia einen hervorragenden Text schuf, der zunächst im Herbst 1708 in der Villa Medici von Pratolino und dann in Florenz 1709 mit Musik von Giacomo Antonio Perti zur Aufführung kam. Händel, der sich zu diesem Zeitpunkt möglicherweise in Florenz aufhielt, könnte bei einer dieser Aufführungen anwesend gewesen sein oder sich zumindest das gedruckte Libretto beschafft haben. In den folgenden achtzehn Jahren wurde die Vorlage Salvis von mindestens elf weiteren, heute allerdings weniger bekannten Komponisten, vertont, so beispielsweise im Jahre 1716 als Ariodante im Teatro San Giovanni Grisostomo in Venedig mit Musik von Carlo Francesco Pollarolo und dem sensationellen Debüt der 19-jährigen Faustina in der Rolle der Ginevra; aber auch später noch von Antonio Vivaldi (1736), Georg Christoph Wagenseil (1745) und Ferdinando Bertoni (1753).
Als Leibarzt der Medici-Herzöge gehörte Salvi zu den zahlreichen „nebenberuflichen“, deshalb aber keineswegs zweitrangigen Textdichtern seiner Zeit. Von Existenzsorgen unbelastet, konnte er seinen individuellen Stil entwickeln, der vom französischen Drama beeinflusst war und sich durch natürliche Sprechweise der Protagonisten und eine oft ergreifende Darstellung der Emotionen auszeichnete. Hier fanden die Opernkomponisten lebendig gezeichnete Charaktere anstelle klischeehafter Rollentypen, und so war es kein Wunder, dass unter vielen anderen auch Georg Friedrich Händel dieses ländliche, sinnliche und nachdenkliche Stück Salvis als Textvorlage auswählte.
Diesen Text übernahm Händel zum größten Teil unverändert. Er kürzte die Rezitativ-Passagen und erfand eine Szene im Mondschein, die in Salvis Libretto nicht vorgesehen war. Von dessen 41 Arientexten finden sich 26 bei Händel wieder.
Händel brachte den Ariodante im folgenden Jahr am 5. und 7. Mai 1736 nochmals auf die Bühne, weil seine übernächste Oper Atalanta noch nicht fertig war, diesmal mit Gioacchino Conti, genannt Gizziello, anstelle des im Juli 1735 nach Venedig abgereisten Carestini, in der Titelrolle. Getanzt wurde bei diesen Vorstellungen nicht. Gizziello war so kurzfristig vor diesen Aufführungen angereist, dass keine Zeit war, die Händelschen Arien zu lernen. So erlaubte Händel das erste und einzige Mal einem seiner Sängerinnen oder Sänger, Arien eines anderen Komponisten in seine eigene Oper zu importieren. Sämtliche Arien des Ariodante waren durch solche unbekannter Herkunft ersetzt, die Conti vermutlich aus Italien mitgebracht hatte.
Weitere Aufführungen von Ariodante gab es im 18. Jahrhundert nicht. Im 20. Jahrhundert wurde die Oper erstmals von GMD Carl Leonhardt beginnend am 28. September 1926 in Stuttgart in einer deutschen Textfassung von Anton Rudolph achtmal wiederaufgeführt.
Am 24. März 1981 wurde die Oper in der Piccola Scala in Mailand erstmals wieder in Originalsprache und historischer Aufführungspraxis gegeben. Es spielte Il complesso barocco unter der Leitung von Alan Curtis.

## Handlung

### Historischer und literarischer Hintergrund
Ludovico Ariostos Epos Orlando furioso (Der rasende Roland), erstmals 1516 und dann 1532 in seiner endgültigen Form erschienen und bald darauf in ganz Europa bekannt, enthält innerhalb der Rahmenhandlung – dem Kampf der Christen gegen die Heiden – zahlreiche selbständige Einzelepisoden, die von den Taten fahrender Ritter und ihren Liebesabenteuern handeln. Eine dieser Episoden (4.–6. Gesang) berichtet von Ariodante und Ginevra.
Im „Argomento“ („Vorbemerkung“) des Londoner Textbuches wird der 5. Gesang als Quelle genannt. Dort erzählt Dalinda dem Paladin Rinaldo (nicht zu verwechseln mit dem Kreuzritter und Helden von Händels früher Oper Rinaldo), der sie vor Straßenräubern gerettet hat, ihre Geschichte – wie sie sich aus Liebe zu dem verbrecherischen Polinesso zum Werkzeug eines Verbrechens gemacht hat. Durch diesen Betrug gelingt es Polinesso, dem abgewiesenen Verehrer Ginevras, welche mit Ariodante in Liebe verbunden ist, diesen von ihrer Untreue zu überzeugen. Verzweifelt stürzt Ariodante sich ins Meer. Im 6. Gesang sorgt Rinaldo dann für die Lösung des Konflikts. Ariodante hat überlebt und kehrt, nachdem er von Ginevras Verzweiflung erfahren hat, unerkannt an den Hof zurück, um sich im Zweikampf seinem Bruder Lurcanio zu stellen, der Ginevra der Unkeuschheit bezichtigt hatte. Schottischem Gesetz zufolge wird nämlich eine unkeusche Frau hingerichtet, wenn kein Fürsprecher ihren Ankläger im Duell besiegt. Nachdem Rinaldo den Kampf unterbrechen lässt und Polinesso als Urheber der Verleumdung anklagt, kommt es zum Gottesurteil zwischen beiden. Polinesso wird von Rinaldo tödlich getroffen, Ariodante gibt sich zu erkennen, Polinessos Komplott wird aufgedeckt und das Paar vom schottischen König wieder vereint.
Im Libretto tritt Rinaldo allerdings nicht auf, sondern Dalinda erzählt ihre Geschichte Ariodante, und Polinesso wird von Lurcanio getötet.
Auf das literarische Grundgerüst reduziert, ist dies eine weitere Version des seit dem Mittelalter beliebten Motivs der verleumdeten Frau und des Gottesurteils. Schon in Matteo Maria Boiardos Orlando innamorato (1483), dem unvollendet gebliebenen Vorläuferwerk, tauchen nahezu alle wichtigen Personen des Orlando furioso bereits auf: Rinaldo (Renaud) aus dem Hause Clermont ist mit Karl dem Großen verwandt, was eine zeitliche Ansiedlung der Sage dorthin nahelegt.
Orlando furioso fand rund hundert Jahre nach seiner Entstehung eine Übertragung ins Deutsche unter dem Titel Die Historia vom Rasenden Roland (1636). Der Übersetzer der Gesänge 1 bis 30 war Diederich von dem Werder (1584–1657). Die alte Sprache ist kräftig und klar und vermittelt das Anliegen des Werkes ausgezeichnet. Aus der Ginevra-Episode stammen die folgenden Ausschnitte, sie geben die unserem heutigen Empfinden sehr nahe Sicht der Vorgänge wieder, die der Renaissance-Dichter besaß.
Aus dem 4. Gesang, die 60. und 61. Stanze:
| Il re, dolente per Ginevra bella (che così nominata è la sua figlia), ha publicato per città e castella, che s’alcun la difesa di lei piglia, e che l’estingua la calunnia fella (pur che sia nato di nobil famiglia), l’avrà per moglie, ed uno stato, quale fia convenevol dote a donna tale. Ma se fra un mese alcun per lei non viene, o venendo non vince, sarà uccisa. Simile impresa meglio ti conviene, ch’andar pei boschi errando a questa guise […] (Ludovico Ariosto, Orlando furioso, Vierter Gesang) | Umb die Ginevra ist der König hoch betrübet / (So heißt sie) weil er sie gar sehr und hertzlich liebet / Zu ruffen aus / hat er bestellt / durchs ganze Land / Wer dieser Sache Schutz wird nehmen an die Hand / Und tilgen diese Schmach / als fälschlich außgegossen / (Nur daß er gleichwohl sey aus edlem Stand entsprossen) Sol haben sie zum Weib' / und solchen Staat dabey / Wie einer solchen Dam' er ebenmässig sey. Wann sich in Monatsfrist nicht einer für sie findet / Auch wann sich einer findt / und doch nicht überwindet / Alsdann wird sie verbranndt. Wer diese Sach ergreifft / Viel besser thut / als wann er in dem Wald umbschweifft […] (Übersetzung: Diederich von dem Werder, 1636) |

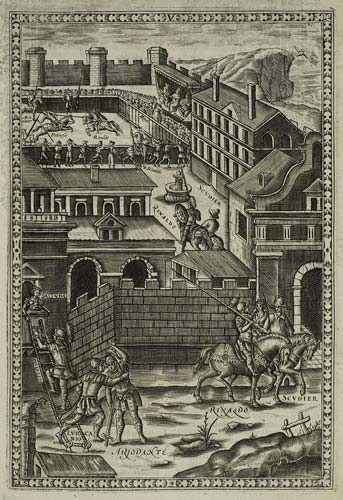
Dalinda gibt sich als Ginevra aus. Illustration, Ed. Harington, London, 1634

### Erster Akt
Im mittelalterlichen Schottland liebt die Königstochter Ginevra den Ritter Ariodante, einen treuen Vasallen ihres Vaters. Er erwidert ihre Gefühle und auch der König gibt dieser Verbindung seinen Segen, die Ariodante zum Thronfolger machen würde. Dem Glück der jungen Liebenden steht allerdings Polinesso, der fiese Herzog von Albany, im Wege. Er hat ebenfalls ein Auge auf Ginevra geworfen und will durch eine Ehe mit ihr auf den Thron kommen. Er lässt sich selbst durch ihre schroffe Zurückweisung nicht davon abbringen. Während Ariodante und Ginevra sich im Schlossgarten ewige Liebe schwören, zettelt Polinesso eine Intrige an, um die beiden auseinanderzubringen. Ginevras Kammerzofe Dalinda soll darin die Hauptrolle spielen. Sie hat sich in Polinesso verliebt, und so kann er sie überreden, ihn später als Ginevra verkleidet in ihr Gemach zu lassen. Nachdem der Herzog gegangen ist, tritt Ariodantes Bruder Lurcanio auf und gesteht Dalinda seine Liebe. Sie ist jedoch ganz Polinesso verfallen und gibt ihm einen Korb. Derweil lassen sich Ginevra und Ariodante in einem lieblichen Tal vom Gesang und Tanz der Schäfer und Schäferinnen unterhalten.

### Zweiter Akt
Es ist Nacht geworden, und Polinesso trifft im Park hinter der Burg seinen Rivalen Ariodante. Er versucht ihn von Ginevras Untreue zu überzeugen und gibt der verkleideten Dalinda heimlich das verabredete Zeichen, ihn in ihre Kammer zu lassen. Der verzweifelte Ariodante glaubt nun, betrogen zu sein, und will sich in sein Schwert stürzen. Davon bringt ihn jedoch Lurcanio, der die ganze Szene beobachtet hat, zunächst ab: Es sei besser, am Leben zu bleiben und Rache zu nehmen.
Am nächsten Tag bringt ein Bote dem König die Nachricht, dass Ariodante sich von einem Felsen ins Meer gestürzt hat. Der König reagiert fassungslos, und Ginevra, die durch ihn von dem Unglück erfährt, sinkt in eine Ohnmacht. Dann trifft Lurcanio ein und berichtet, dass Ginevra die Schuld an allem trage, weil sie Ariodante mit Polinesso betrogen habe. Der König verstößt seine Tochter und unterwirft sie einem alten schottischen Gesetz: Wenn kein Ritter um ihre Ehre kämpft und gegen Lurcanio (als Anwalt der Ehre seines vermeintlich betrogenen Bruders) siegt, ist sie des Todes. Ginevra weiß nicht, wie ihr geschieht und vertraut sich Dalinda an, die aber schweigt, weil sie schwere Gewissensbisse plagen. Schließlich fällt Ginevra in einen unruhigen, von Alpträumen gestörten Schlaf.

### Dritter Akt
Wie sich zeigt, hat Ariodante den Sprung von der Klippe überlebt. In einem Wald beobachtet er, wie zwei Männer Dalinda töten wollen – Polinesso hat die beiden beauftragt, seine Mitwisserin aus dem Weg zu schaffen. Ariodante verjagt sie und erfährt von der reumütigen Dalinda die Wahrheit über den Komplott und die vermeintliche Untreue Ginevras. Gemeinsam eilen sie zurück in die Stadt.
Im Palast erfährt Ginevra, dass, falls die Bedingungen des Gesetzes nicht erfüllt würden, sie ihr angebliches Verbrechen mit dem Tod büßen muss: ein Gottesgericht soll dann entscheiden. Zu ihrem Entsetzen meldet sich ausgerechnet Polinesso. Im folgenden Zweikampf wird er jedoch von Lurcanio tödlich verwundet. Ginevra müsste nun sterben, doch da taucht unerwartet noch ein zweiter Streiter auf. Es ist Ariodante, der sie zur Überraschung aller für unschuldig erklärt. Dalinda bestätigt die Geschichte und auch Polinesso hat vor seinem Tod noch seine Missetaten gestanden. Ginevra ist damit rehabilitiert und wird aus ihrem Verlies befreit. Der König vergibt auch Dalinda, die nun einen zweiten Antrag Lurcanios annimmt. So kann die versammelte Menge mit Gesang und Tanz eine Doppelhochzeit feiern.

## Musik
Die Musik des Ariodante entspricht der Größe und Bedeutsamkeit seiner Thematik. Gegenüber anderen Werken Händels fällt zunächst die große Vielfalt der angewendeten musikalischen Formen auf. Chöre und Tänze, deren breiter Raum im Gesamtwerk durchaus nicht „Einlage-Charakter“ hat, sondern in der Handlung motiviert ist, kennzeichnen nicht nur den Schluss des zweiten Aktes und des Werkes überhaupt, sondern auch das Ende des ersten Aktes. Hier, in der von allem höfischen Zwang freien Gemeinsamkeit von Landvolk und Königspaar, entwickelt sich ein regelrechtes „Opernfinale“. Eine liebliche Gavotte von unbeschwerter Heiterkeit wird von Ginevra und Ariodante als Duett begonnen und entwickelt sich zu einem beglückten Dialog zwischen Chor und Solisten, das heißt zwischen Volk und Herrschenden. Ebenfalls erstaunlich ist die Zahl von insgesamt vier Duetten, von denen drei dem Liebespaar Ginevra/Ariodante zugeordnet sind, das vierte, in volkstümlich-liedhafter Schlichtheit Rede und Gegenrede fügend, bezeichnet das späte Sich-Finden von Lurcanio und Dalinda.
Besondere Vorliebe entwickelt Händel in diesem Werk für die Ariosi, das heißt für liedhafte Arienformen, die nicht dem strengen Formschema der Da-capo-Arie verhaftet sind und die ihm sicher besonders geeignet erschienen, als Sprache einfachen, von Herzen kommenden Gefühls zu fungieren. Ginevras erste musikalische Äußerung: „Vezzi, lusinghe, e brio rendano“ (Nr. 1), Ariodantes zärtliche Träumereien in Erwartung Ginevras „Qui d’amor nel suo lingua“ (Nr. 5), aber auch seine Verzweiflung nach dem missglückten Selbstmordversuch „Numi! Lasciar mi vivere“ (Nr. 39), alle diese für die Profilierung der Gestalten so wichtigen Augenblicke sind in arioser Form komponiert. Die verzweifelte, von aller Welt verlassene Ginevra beginnt „Sì, morrò, ma l’onor mio meco“ (Nr. 45), „largo e piano“ im Dreivierteltakt, aber bereits nach fünf Takten gefassten Leides bricht ihre gequälte Seele plötzlich in eine leidenschaftliche Bestürmung des Himmels um Gerechtigkeit aus: abrupt wechselt Händel in ein Allegro im Viervierteltakt, von wild dahin jagenden Streicherfiguren untermalt, unterbrochen von großen, qualvollen Pausen. Nichts vom alten Arientyp ist in solchen zukunftsweisenden Mozartnahen Gesängen mehr zu verspüren.
Der pastorale Charakter des Werkes entsprach der Vorliebe Händels für Naturszenarien: mehr als die Hälfte der Handlung spielt im Freien und nirgends wird dies deutlicher als in der kurzen Sinfonia (Nr. 20) des zweiten Aktes: Hier stellte er mit einer langsam aufsteigenden Streichermelodie den Mondaufgang über dem stillen nächtlichen Garten dar und schuf damit „[…] a Romantic tone poem in miniature“ „[…] eine romantische Tonmalerei im Kleinformat“ (Winton Dean). Eine ähnlich verträumte Stimmung herrscht zu Beginn der ersten gemeinsamen Szene von Ariodante und Ginevra. Dem schon angesprochenen lyrischen, von Oboen und Streichern begleiteten Es-dur-Arioso („Qui d’amor nel suo lingua“ Nr. 5) des Ariodante folgt ein kurzer Dialog der beiden und eins der schönsten Duette Händels: In hellem A-Dur unterstützen die Streicher mit zartestem piano und pianissimo Ginevras Treueversprechen „Prendi da questa mano il pegno di mia fe“ Nr. 6) und Ariodantes Erwiderung – vor dem regulären Ende des Duetts aber unterbricht der König die Liebenden und erteilt seinen väterlichen Segen. Die Handlung während der Arie oder des Duetts nicht zum Stillstand kommen zu lassen, sondern voranzutreiben, war eine neuartige Idee gegenüber der italienischen Operntradition; Händel wiederholte diese Technik in dem ebenfalls in A-Dur stehenden Duett zwischen Lurcanio und Dalinda („Dite spera, e son contento“ Nr. 48).
Die Oper hat einen festgelegten tonalen Plan, welcher in G (Dur und Moll) seine Basis hat. Hier spannt sich der Bogen von der in g-Moll stehenden französischen Ouvertüre bis zum in G-Dur endenden Schlusschor. Im Gegensatz zum ersten Akt, der von Dur-Tonarten geprägt wird und mit dem Ballett der Nymphen, Schäfer und Schäferinnen Erinnerungen an das glückliche „Goldene Zeitalter“ weckt, herrschen im zweiten Akt die Moll-Tonarten vor. Tiefste Verzweiflung klingt aus der zentralen Arie der Oper, Ariodantes „Scherza infida, in grembo al drudo“ (Nr. 23), der außer sich vor Schmerz und Wut allein zurückbleibt:

Beginn von Ariodantes Arie „Scherza infida“, Druck der Deutschen Händelgesellschaft, Leipzig 1881.

| Scherza infida, in grembo al drudo. lo tradito in morte al braccio per tua colpa ora men vò. Ma a spezzar l'indegno laccio, ombra mesta, e spirto ignudo per tua pena io tornerò. | Scherze, Ungetreue, im Schoß des Buhlen. Ich, verraten, gehe in die Arme des Todes durch deine Schuld nun fort. Aber um das unwürdige Band zu zerreißen, werde ich, ein trauriger Schatten und nackter Geist, zu deiner Pein zurückkehren. |

Mit der Tonart g-Moll und einmal mehr einem Sarabandenrhythmus, entschied sich Händel mehr für die Darstellung des Schmerzes als der Wut. Und selbst in der zweiten Strophe, dort, wo die Wut im Text hervorbricht, behält Händel den Gestus der Sarabande und die Streicherbegleitung bei. Ein einheitlicher Affekt kennzeichnet die gesamte Arie; der B-Teil, der in Es-Dur beginnt, kehrt bald in die dunkle Sphäre der Molltonarten zurück. Auch die Triolen, mit denen Ariodante das erste Wort „Scherza“ herausbringt, schmecken nicht scherzhaft, sondern bitter. Sie sind das einzige Bindeglied zwischen der Singstimme und einem Orchestersatz, der ansonsten in seiner Klanglichkeit den Rand des Abgrunds, das offene Höllentor assoziiert, an dem Ariodante zu stehen meint. Sordinierte Violinen und Violen oben und das Pizzicato der Kontrabässe unten umschließen pianissimo gespielte Fagotte, die immer wieder eine lamentotypische Abwärtslinie in überlangen Noten durch den Orchestersatz ziehen, nachdem sie sich zu Beginn des Anfangsritornells mit den Violinen einen kurzen, fast boshaften Schlagabtausch zu dem „Scherza“-Motiv geliefert haben. Wenn die Fagotte, nachdem sie im B-Teil geschwiegen hatten, im Da-capo wiederkehren, wirkt es noch bedrohlicher als zu Beginn. Fagotte als Klangmetaphern des Todes gehörten ebenfalls in den Fundus der Konvention. Nicht die Orchesterbesetzung als solche war einzigartig, sondern die Art der Verwendung der Fagotte, die hier nicht wie üblich als Bassinstrument fungierten, sondern eine eigene Stimme mitten zwischen den Streichinstrumenten erhielten, und die Kombination dieser Fagotte mit den gedämpften und gezupften Streichern.
Händel stellt also das besondere der Situation nicht mit einer außergewöhnlichen Form, sondern mit dem speziellen Orchesterklang dar und zeigt so die innere Befindlichkeit der Person auf.
Ariodantes Leidensgesang entsprechen Ginevras Arien „II mio crudel martoro“ (Nr. 30) am Ende des zweiten Aktes und ihre ergreifende Abschiedsszene im dritten Akt mit der d-Moll-Arie „lo ti bacio, o mano augusta“ (Nr. 43). In ihrer ruhigen Todesbereitschaft wirkt Ginevra hier wie eine Vorwegnahme der zum Opfer ausersehenen Iphis in Händels spätem Oratorium Jephtha (1752). Ginevras Szene, mit der fis-Moll-Arie „Sì, morrò, ma l’onor mio meco“ endend, schlägt mit der Fanfaren-Sinfonia (Nr. 46) wieder in den Dur-Bereich um und kündet so bereits den guten Ausgang an. Wie im unterbrochenen Liebesduett des ersten Aktes lässt Händel nun den letzten Ausbruch von Ginevras Schmerz, dem Arioso „Manca, oh Dei! La mia costanza“ (Nr. 49) durch den Auftritt des Königs und seines Gefolges beenden – g-Moll wird von F-Dur abgelöst, das nach dem Urteil des Händel-Zeitgenossen Johann Mattheson fähig ist, „die schönsten Sentiments von der Welt“ auszudrücken. Trompeten- und Hörnerglanz begleitet schließlich das Tanz- und Chorfinale, bei dem die Holzbläser (zwei Oboen und Fagotte) als Bühnenensemble ein reizvolles Wechselspiel mit dem Orchester anstimmen.
Ariodante zeichnete sich nicht allein durch kompositionstechnische Neuerungen aus, sondern auch durch die Einbeziehung des Balletts in seiner modernsten Form, vertreten von der französischen Tänzerin Marie Sallé (1707–1756). Beeinflusst von der naturalistischen Schauspielkunst David Garricks und den „pantomimes“ des englischen Tanzmeisters John Weaver, kreierte sie während ihrer Engagements in London eine neue, der Natürlichkeit und dem Gefühlsausdruck verpflichtete Art des Tanzes – eine Revolution gegen das vorherrschende, in abgezirkelten Formen erstarrte französische Ballett. Für die Sallé, deren Kunst als „stumme Poesie“ bewundert wurde, schrieb Händel die ausgedehnten Tanzsequenzen an den Aktenden. Im Gegensatz zur zeitüblichen Praxis stellen sie nicht nur unterhaltsame Intermezzi, sondern bereits integrale Bestandteile der Handlung dar.

## Interpretation
Mit Ariodante erlebte Händels Publikum eine Oper, die weniger auf eine komplizierte Intrige als vielmehr auf die anrührende Darstellung unterschiedlichster Emotionen in der Musik und im Tanz ausgerichtet war. Das Werk fesselt nicht durch Göttererscheinungen oder ähnliche Sensationen – es gibt überhaupt nur wenig Bewegung auf der Bühne, doch dieser Mangel an vordergründiger Aktion lässt (trotz der Textkürzungen) Salvis Kunst der Personencharakterisierung umso stärker ins Bewusstsein treten. Wer auf die Sprache der einzelnen Figuren horcht, erkennt, dass die klar aufgebaute Handlung vor allem dazu dient, das eine große Thema in Variationen vorzuführen: die verschiedenen Arten der Liebe. Wie die Karten in Amors Spiel verteilt sind, demonstriert Salvi mit bewundernswerter Ökonomie in den ersten fünf Szenen: Ginevra und Ariodante sind einander in reinster Liebe zugetan und haben den Segen des Brautvaters – sie sind also fast schon am Ziel ihrer Wünsche, was anderen Opern-Paaren meist erst kurz vor dem Finale vergönnt ist. Als Gegenbilder treten Polinesso, Dalinda und Lurcanio auf, deren Liebe ohne Erwiderung bleibt. Polinesso hat erfolglos um Ginevra geworben, Dalinda verzehrt sich nach Polinesso und weist deshalb den ihr ergebenen Lurcanio ab. Von dieser Konstellation könnte auch ein fröhliches Schäferspiel ausgehen.
Salvi macht jedoch sofort deutlich, dass mit Polinesso Machtgier und brutaler Egoismus in die vermeintliche Idylle eindringen werden. Für den schottischen Herzog von Albany ist die (vorgetäuschte) Liebe nur Mittel zum Zweck, Dalinda nur ein Werkzeug, das er in machiavellistischer Manier zur Erreichung seines Ziels einsetzt. Wie ein moderner politischer Gegenentwurf zum Ehrenkodex der ritterlichen Welt klingen seine Worte zu Beginn des zweiten Aktes, wo er seinen betrügerischen Plan „mia bell'arte“ nennt. Zerstörung anderer Menschen als „schöne Kunst“ betrachtet – das ist purer Zynismus, der Polinesso mephistophelische Züge verleiht. Dalinda in ihrer Naivität beweist, dass Liebe, ihre erste große Liebe, blind macht. Sie erkennt Polinessos wahren Charakter erst, als er sie, die Zeugin seines Täuschungsmanövers, ermorden lassen will.
Für Ariodante ist die Liebe eine Sache auf Leben und Tod, wobei er sich ebenso leichtgläubig wie Dalinda zeigt: Während sie die Augen verschließt, verlässt er sich bedingungslos auf den „Augen-Blick“ und ist ohne weiteres Nachdenken bereit, seiner eben noch innig geliebten Ginevra das Schlimmste zuzutrauen. Ähnlich verhält sich der König: Zunächst ganz liebender Vater, glaubt auch er unbesehen und ohne seiner Tochter die Gelegenheit zur Rechtfertigung zu geben, was ihm zugetragen wird. In seinem Herzen siegt die Staatsräson – er unterwirft sich dem althergebrachten, grausamen Gesetz. Bestärkt wird er dabei von Lurcanio, dem Vertreter der Vernunft und des Rechtes: „…non sei padre, essendo Re…“ („…dass du als König und nicht als Vater handelst…“) (zweiter Akt, achte Szene). Nicht aus Liebe, sondern um Ginevras und seine Ehre zu retten, will er schließlich sogar gegen Lurcanio kämpfen.
Ginevra selbst steht zwar im Mittelpunkt all dieser Konflikte, versteht jedoch die Zusammenhänge nicht, da niemand ihre Fragen beantwortet. So bleibt sie passiv und sogar um den Preis des Todes beständig in ihrer Liebe zu Ariodante und ihrem Vater. Umso überraschender ist für sie die plötzliche Wendung zum Glück – und wie aus einem bösen Traum erwacht, versprechen sie und Ariodante einander wieder, wie zu Beginn der Oper, ewige Liebe und Treue (Händel betonte diesen Zirkelschluss auch musikalisch, indem er den letzten Teil der Ouvertüre im Finale als „Ballo“ wiederholte). Dass es Ginevra damit ernst ist, weiß der Zuschauer. Haben aber Ariodante und die anderen aus dem Geschehen gelernt, oder wird ein neuer Polinesso bald neues Misstrauen säen? Das glückliche Ende der Oper ist, genau betrachtet, auch ein offenes Ende.

### Erfolg und Kritik
„Die Musik hebt sich stellenweis höher, als in Ariadne, und ist von einer im italienischen Sinne einheitlicheren Handlung getragen […] Händel'sche Lebendigkeit und Heiterkeit waltet überall. Noch viele der übrigen Gesänge zeichnen sich aus durch Kraft und Pracht der Melodien, durch reichen Tonwechsel, durch eine bewundernswerth reine und mannigfaltige Begleitung. Alles dieses vereint der kleinste derselben, das Largo in D-moll Io ti bacio von zwölf Takten im dritten Akte, ein Stück erster Klasse, ein vollendetes Muster eines wirklich bescheidenen, tiefen Gesanges. Die Anlage ist überraschend originell. Der Baß schlägt die ersten vier Töne vor, schweigt dann aber, um dem Gesange Platz zu machen, welcher dieselben Töne, von Violinen im Einklange pianissimo begleitet, in anderer Lage wiederholt; im vierten Takte treten plötzlich alle vier Begleitstimmen hinzu. Der erste Theil zählt sieben, der zweite fünf Takte; im Bau ist es also eine vollständige Arie. Kein Componist in der Welt hat je in einem Sologesange von zwölf Takten soviel gesagt.“

“Of all Handel’s operas, Ariodante is perhaps the most accessible to an untutored modern audience […] It falls into none of the usual categories […] Ariodante makes a powerful impact in the theatre, thanks not only to the interest of the plot and the vitality of the characters, but to the skill with which Handel binds the constituent elements, including orchestration and stage action, into a musico-dramatic unity […] As in Orlando, he relaxes many of the more restrictive bonds of opera seria.”

„Von allen Opern Händels, ist Ariodante die vielleicht für ein ungeschultes modernes Publikum am leichtesten zugängliche […] Sie fällt in keine der üblichen Kategorien […] Ariodante hat im Theater eine starke Wirkung, nicht nur der interessanten Handlung und der Vitalität der Charaktere wegen, sondern auch dank Händels Fähigkeit, die Bestandteile, einschließlich der Orchestrierung und dem Bühnengeschehen, zu einer musikalisch-dramatischen Einheit zu verbinden. […] Wie auch im Orlando, löst er die konventionellen Fesseln der Opera seria.“

## Struktur der Oper
Ouverture. – (Alla breve.) (2 Ob, Fg, Str, BC)

### Erster Akt
| Scena I    | 1. Arioso. Ginevra (Str, BC) Vezzi, lusinghe, e brio rendano il volto mio             |
|            | Recitativo. Dalinda, Ginevra Ami dunque, oh Signora?                                  |
| Scena II   | Recitativo. Polinesso, Ginevra Ginevra? Tanto ardire?                                 |
|            | 2. Aria. Ginevra. (Str, BC) Orrida a gl’occhi miei                                    |
| Scena III  | Recitativo. Polinesso, Dalinda Orgogliosa beltade!                                    |
|            | 3. Aria. Dalinda (Fl, Str, BC) Apre le luci, e mira gli ascosi altrui martiri         |
| Scena IV   | Recitativo. Polinesso Mie speranze, che fate?                                         |
|            | 4. Aria. Polinesso (Str, BC) Coperta la frode di lana servile                         |
| Scena V    | 5. Arioso. Ariodante (2 Ob, Str, BC) Qui d’amor nel suo linguaggio parla il rio       |
|            | Recitativo. Ariodante, Ginevra T’amero dunque sempre                                  |
|            | 6. Duetto. Ginevra, Ariodante (Str, BC) Prendi da questa mano il pegno                |
| Scena VI   | Recitativo. Il Re di Scozia, Ginevra, Ariodante Non vi turbate, bell’alme innamorate! |
|            | 7. Aria. Ginevra. (2 Ob, Str, BC) Volate, amori, di due bei cori                      |
| Scena VII  | Recitativo. Il Re, Odoardo Vanne pronto, Odoardo                                      |
|            | 8. Aria. Il Re (2 Ob, 2 Hr, Str, BC) Voli colla sua tromba la fama                    |
| Scena VIII | Recitativo. Ariodante Oh, felice mio core!                                            |
|            | 9. Aria. Ariodante (Str, BC) Con l’ali di costanza alza il suo volo amor              |
| Scena IX   | Recitativo. Polinesso, Dalinda Conosco il merto tuo                                   |
|            | 10. Aria. Polinesso (Str, BC) Spero per voi, sì, begli occhi in questo dì             |
| Scena X    | Recitativo. Lurcanio, Dalinda Dalinda, in occidente                                   |
|            | 11. Aria. Lurcanio (2 Ob, Str, BC) Del mio sol vezzosi rai                            |
| Scena XI   | Recitativo. Dalinda Ah! che quest’alma amante                                         |
|            | 12. Aria. Dalinda (2 Ob, Str, BC) Il primo ardor è così caro a questo core            |
| Scena XII  | Recitativo. Ariodante Pare, ovunque mi aggiri                                         |
| Scena XIII | Recitativo. Ginevra, Ariodante E qual propizia stella                                 |
|            | 13. Sinfonia. (2 Ob, Fg, 2 Hr, Str, BC)                                               |
|            | 14. Duetto. Ginevra, Ariodante (2 Ob, Str, BC) Se rinasce nel mio cor, bella gioja    |
|            | 15. Soli e Coro. Ginevra, Ariodante (2 Ob, Str, BC) Si godete al vostro amor          |
| Ballo.     | 16. (Gavotte). (2 Ob, Fg, 2 Hr, Str, BC)                                              |
|            | 17. Musette. (Fl, Str, BC)                                                            |
|            | 18. Musette. (Fl, Str, BC)                                                            |
|            | 19. Allegro. (2 BlFl, Str, BC)                                                        |
|            | 15. Soli e Coro. Da capo.                                                             |

### Zweiter Akt
| Scena I    | 20. Sinfonia. (Str, BC)                                                                     |
|            | Recitativo. Polinesso Di Dalinda l’amore                                                    |
| Scena II   | Recitativo. Polinesso, Ariodante Eccolo, o amico, e come qui ti ritrovo?                    |
|            | 21. Aria. Ariodante (Str, BC) Tu preparati a morire, se mentire ti vedrò                    |
|            | Recitativo. Polinesso, Dalinda, Lurcanio, Ariodante Ginevra? O mio Signore!                 |
|            | 22. Aria. Lurcanio (2 Vl, BC) Tu vivi e punito rimanga l’eccesso                            |
| Scena III  | Recitativo. Ariodante E vivo ancora?                                                        |
|            | 23. Aria. Ariodante (Fg, Str, BC) Scherza infida! in grembo al drudo                        |
| Scena IV   | Recitativo. Polinesso, Dalinda Lo stral feri nel segno                                      |
|            | 24a. Aria. Polinesso (2 Vl, BC) Se tanto piace al cor il volto tuo Signor                   |
| Scena V    | Recitativo. Polinesso Felice fu il mio inganno                                              |
|            | 25. Aria. Polinesso (Str, BC) Se l’inganno sortisce felice                                  |
| Scena VI   | Recitativo. Il Re, Odoardo Andiam, fidi, al consiglio                                       |
|            | 26a. Aria. Il Re (Str, BC) Invida sorte avara, misero in questo di!                         |
| Scena VII  | 27. Aria. Ginevra (2 Ob, Str, BC) Mi palpita il core ne intendo perche                      |
|            | Recitativo. Dalinda, Il Re, Ginevra Sta lieta, oh Principessa                               |
| Scena VIII | Recitativo. Lurcanio, Il Re Mio Re. Lurcanio, oh! Dei!                                      |
|            | 28. Aria. Lurcanio (Str, BC) Il tuo sangue, ed il tuo zelo, per la figlia e per astrea      |
| Scena IX   | Recitativo. Odoardo, Dalinda, Ginevra, Il Re Quante sventure un giorno sol ne porta!        |
| Scena X    | 29. Recitativo accompagnato. Ginevra, Dalinda (Str, BC) A me impudica? Oh Ciel, che intesi! |
|            | Recitativo. Dalinda, Ginevra Si rischiara la mente                                          |
|            | 30. Aria. Ginevra (2 Vl, BC) Il mio crudel martoro crescer non può di più                   |
| (Ballo.)   | 31. Entrée des Songes agréables. (3 Vl, Va, Vc)                                             |
|            | 32/33. Entrée des Songes funestes. (Str, BC)                                                |
|            | 34. Entrée des Songes agréables effrayés. (2 Vl, Va)                                        |
|            | 35. Le Combat des Songes funestes et agréables. (Str, BC)                                   |
|            | 36. Recitativo accompagnato. Ginevra (Str, BC) Che vivi? oh Dei! misera me!                 |
|            | 37. Entrée de’ Mori (Str, BC)                                                               |
|            | 38. Rondeau (2 Ob, Str, BC)                                                                 |

### Dritter Akt
| Scena I    | 39. Sinfonia ed Arioso. Ariodante (Str, BC) Numi! lasciarmi vivere per darmi mille morti |
|            | Recitativo. Dalinda, Ariodante Perfidi! io son tradita!                                  |
|            | 40. Aria. Ariodante (Str, BC) Cieca notte, infidi sguardi, spoglie infauste              |
| Scena II   | Recitativo. Dalinda Ingrato Polinesso                                                    |
|            | 41a. Aria. Dalinda (2 Vl, BC) Neghittosi or voi che fate?                                |
| Scena III  | Recitativo. Odoardo, Il Re, Polinesso Sire; deh! non negare a figlia supplicante         |
|            | 42. Aria. Polinesso (2 Ob, Str, BC) Dover, giustizia, amor m’accendono nel cor           |
|            | Recitativo. Il Re Or venga a me la figlia                                                |
| Scena IV   | Recitativo. Il Re, Ginevra Eccola figlia; ahi vista!                                     |
|            | 43. Aria. Ginevra (Str, BC) Io ti bacio, o mano augusta                                  |
|            | Recitativo. Il Re, Ginevra Figlia, da dubbia sorte                                       |
|            | 44. Aria. Il Re (2 Fl, Str, BC) Al sen ti stringo e parto                                |
| Scena V    | Recitativo. Ginevra Così mi lascia il padre?                                             |
|            | 45. Aria. Ginevra (Vl solo, Vc solo, Str, BC) Sì, morrò, ma l’onor mio meco, oh Dio!     |
|            | 46. Sinfonia. (Trp, 2 Ob, Str, BC)                                                       |
| Scena VI   | Recitativo. Lurcanio, Polinesso, Odoardo, Il Re Arrida il Cielo alla giustizia           |
| Scena VII  | Recitativo. Ariodante, Il Re Signor, non manca difesa                                    |
| Scena VIII | Recitativo. Il Re, Dalinda, Odoardo E Dalinda, dov’è?                                    |
|            | 47. Aria. Ariodante (Str, BC) Dopo notte, atra e funesta                                 |
| Scena IX   | Recitativo. Lurcanio, Dalinda Dalinda! ecco risorge                                      |
|            | 48. Duetto. Dalinda, Lurcanio (2 Vl, BC) Dite spera, e son contento                      |
| Scena X    | Recitativo. Ginevra Da dubbia infausta sorte                                             |
|            | 49. Arioso. Ginevra (Str, BC) Manca, oh Dei! La mia costanza                             |
| Scena XI   | 50. Sinfonia. (2 Ob, 2 Hr, Str, BC)                                                      |
|            | Recitativo. Il Re, Ariodante, Dalinda, Lurcanio, Ginevra Figlia, innocente figlia!       |
|            | 51. Duetto. Ariodante, Ginevra (Str, BC) Bramo haver mille vite                          |
| Scena XII  | 52. Coro. (2 Ob, Fg, 2 Trp, Str, BC) Ogn’uno acclami bella virtute                       |
| (Ballo.)   | 53. Gavotte. (2 Ob, Str, BC)                                                             |
|            | 54. Rondeau. (2 Ob, Fg, Str, BC)                                                         |
|            | 55. (Alla breve). (2 Ob, Fg, Str, BC)                                                    |
|            | 56. Andante allegro. (2 Ob, Str, BC)                                                     |
|            | 57. Coro. (2 Ob, Fg, 2 Hr, Str, BC) Sa trionfar ogn’or virtute in ogni cor               |

## Orchester
Zwei Blockflöten, zwei Traversflöten, zwei Oboen, Fagott, zwei Hörner, zwei Trompeten, Streicher, Basso continuo (Violoncello, Laute, Cembalo).

## Diskografie (Auswahl)
- RCA LSC 6200 (1971): Sofia Steffan (Ariodante), Graziella Sciutti (Ginevra), Carole Bogard (Dalinda), Bernadette Greevy (Polinesso), Ian Partridge (Lurcanio), Marius Rintzler (Il Re), Walter Eder (Odoardo); Wiener Akademiechor

Orchester der Wiener Volksoper; Dir. Stephen Simon
- Oriel Music Society OMS 80 (1975): Janet Baker (Ariodante), Lois McDonall (Ginevra), Wendy Eathorne (Dalinda), Della Jones (Polinesso), Alexander Young (Lurcanio), Malcolm King (Il Re), Brian Burrows (Odoardo); BBC Singers

English Chamber Orchestra; Dir. Anthony Lewis
- Philips 442 096-2 (1978): Janet Baker (Ariodante), Edith Mathis (Ginevra), Norma Burrowes (Dalinda), James Thomas Bowman (Polinesso), David Rendall (Lurcanio), Samuel Ramey (Il Re), Alexander Oliver (Odoardo); London Voices

English Chamber Orchestra; Dir. Raymond Leppard (201 min)
- Harmonia Mundi HMU 907146-8 (1995): Lorraine Hunt (Ariodante), Juliana Gondek (Ginevra), Lisa Saffer (Dalinda), Jennifer Lane (Polinesso), Rufus Müller (Lurcanio), Nicolas Cavallier (Il Re), Jörn Lindemann (Odoardo); Wilhelmshavener Vokalsensemble

Freiburger Barockorchester; Dir. Nicholas McGegan (202 min)
- Archiv 457 271-2 (1997): Anne Sofie von Otter (Ariodante), Lynne Dawson (Ginevra), Veronica Cangemi (Dalinda), Ewa Podleś (Polinesso), Richard Croft (Lurcanio), Denis Sedov (Il Re), Luc Coadou (Odoardo); Le Choeur des Musiciens du Louvre

Les Musiciens du Louvre; Dir. Marc Minkowski (178 min)
- Farao classics B108 030 (2000): Ann Murray (Ariodante), Joan Rodgers (Ginevra), Julie Kaufmann (Dalinda), Christopher Robson (Polinesso), Paul Nilon (Lurcanio), Umberto Chiummo (Il Re), James Anderson (Odoardo); Chor der Bayerischen Staatsoper

Bayerisches Staatsorchester; Dir. Ivor Bolton (180 min)
- Archiv (2001): Anne Sofie von Otter (Ariodante), Laura Claycomb (Ginevra), Patricia Petibon (Dalinda), Silvia Tro Santafé (Polinesso), Krezimier Spitzel (Lurcanio), Kristin Sigmundson (Il Re), Kevin Greenlaw (Odoardo); Le Choeur des Musiciens du Louvre

Les Musiciens du Louvre; Dir. Marc Minkowski
- Dynamic 33559 (2007): Ann Hallenberg (Ariodante), Laura Cherici (Ginevra), Marta Vandoni Iorio (Dalinda), Mary-Ellen Nesi (Polinesso), Zachary Stains (Lurcanio), Carlo Lepore (Il Re), Vittorio Prato (Odoardo)

Il complesso barocco; Dir. Alan Curtis (DVD, 157 min)
- Virgin Classics 50999 07084423 (2011): Joyce DiDonato (Ariodante), Karina Gauvin (Ginevra), Sabina Puértolas (Dalinda), Marie-Nicole Lemieux (Polinesso), Topi Lehtipuu (Lurcanio), Matthew Brook (Il Re), Anicio Zorzi Giustianini (Odoardo)

Il complesso barocco; Dir. Alan Curtis (192 min)
- Unitel Edition A04050084 (2017): Cecilia Bartoli (Ariodante), Kathryn Lewek (Ginevra), Sandrine Piau (Dalinda), Christophe Dumaux (Polinesso), Rolando Villazón (Lurcanio), Nathan Berg (Il Re), Kristofer Lundin (Odoardo)

Les Musiciens du Prince-Monaco; Dir. Gianluca Capuano (DVD live, 216 min)